# Wairarapa Rugby Football Union
Wairarapa Rugby Football Union – istniejący w latach 1886-1971 nowozelandzki regionalny związek rugby union z siedzibą w Masterton obejmujący kluby z południowo-wschodniej części Wyspy Północnej.

## Historia
Związek został założony 27 marca 1886 roku przez kluby rugby z Carterton, Masterton i Greytown. W 1891 roku przedstawiciele związku brali udział w pracach, które zaowocowały rok później utworzeniem New Zealand Rugby Football Union. W 1971 roku połączył się z Bush tworząc Wairarapa Bush Rugby Football Union, a wspólną drużynę oba te związki wystawiały już wcześniej, m.in. przeciwko British and Irish Lions podczas ich tournée w 1930, 1959 i 1966. Samodzielna drużyna reprezentująca Wairarapa zagrała w 1979 roku w meczu z Bush upamiętniającym stulecie Carterton Club.
Pierwszą drużynę związek wystawił w roku 1887, a jej przeciwnikami był zespół Wellington. Największe sukcesy odnosiła ona w latach 1927–1930, zdobyła bowiem dwukrotnie Ranfurly Shield i dziesięciokrotnie je obroniła, mając wówczas w swoim składzie dziewięciu reprezentantów kraju. Po raz ostatni to trofeum zdobyła w 1950 roku tracąc je już w kolejnym meczu. Prócz rywalizacji z innymi nowozelandzkimi regionami drużyna rozgrywała też spotkania z zespołami z zagranicy – Fidżi, Australią, British and Irish Lions, Nową Południową Walią czy Queensland.